# عبد الرحمن السهروردي
عبد الرحمن حلمي العباسي السهروردي مؤرخ ينتمي إلى آل السهروردي طريقة والعباسيين نسبا وهو لقب يتشابه مع أسر عراقية أخرى، أخرجت أسرته عددا من العلماء والأدباء.

## نسبه
الشيخ عبد الرحمن جمال الدين بن عبد المحسن بن محمدصالح بن محيي الدين بن الواثق بالله محمد جمال الدين بن عبد القادر بن محمد بن كمال الدين بن أحمد سيف الدين (الناصر لدين الله) بن سليمان المستكفي بالله بن محمد المتوكل على الله بن المعتضد بالله بن المستكفي بالله بن الحاكم بأمر الله بن الحسن القبي بن الأمير علي بن الأمير أبي بكر بن المسترشد بالله بن المستظهر بالله بن المقتدي بأمر الله بن الأمير محمد ذخيرة الدين محمد بن القائم بأمر الله بن القادر بالله بن الأمير إسحاق بن المقتدر بالله بنالمعتضد بالله بن ولي العهد طلحة الموفق بالله بن المتوكل بالله بن المعتصم بالله بن هارون الرشيد بن محمد المهدي بن أبوجعفر المنصور بن محمد بن علي بن عبد الله بن العباس بن عبدالمطلب بن هاشم.

## نشأته
ولد في بغداد 1213هـ - 1798م ورث عن آبائه وأجداده الاهتمام بتاريخ مدينة بغداد، فقد ألف والده (تاريخ حوادث بغداد الجديدة)، نشأ بإحدى محلات بغداد الشرقية وتتلمذ على أيدي علماء بارزين كالشيخ محمد أمين العباسي الملقب بالسويدي وهو من المهتمين بالتاريخ والأنساب.

## مؤلفاته
تاريخ بيوتات بغداد في القرن الثالث عشر الهجري حققه الدكتور عماد عبدالسلام رؤوف.

## وفاته
توفي عام 1287هـ - 1870م
ورثاه الشاعر أحمد عزت العمري بالأبيات:
إن عبد الرحمن ذات شريف*****قد تحلى بخدمة المعبود
صرف العمر في صلاة وصوم*****وقضى نحبه عقيب السجود
فرحت بقدومه الحور حتى*****قابلت روحه بند وعود
ولسان الحال قد قال أرخ*****جاء عبد الرحمن دار الخلود